# Elymus versicolor
Elymus versicolor är en gräsart som beskrevs av Andrej Pavlovich Khokhrjakov. Elymus versicolor ingår i släktet elmar, och familjen gräs. Inga underarter finns listade i Catalogue of Life.